# Fédération royale néerlandaise de football
La Fédération des Pays-Bas de football (Koninklijke Nederlandse Voetbal Bond, KNVB) est une association regroupant les clubs de football des Pays-Bas et organisant les compétitions nationales et les matchs internationaux de la sélection des Pays-Bas.
La fédération nationale des Pays-Bas est fondée le 8 décembre 1889. Elle est membre fondatrice de la FIFA en 1904 et est membre de l'UEFA depuis sa création en 1954. Son siège est situé à Zeist, dans la province d'Utrecht.

## Organisation
La KNVB est chargée de l'organisation sur le territoire néerlandais des championnats de football des équipes masculines et féminines mais aussi des championnats de jeunes, du futsal, de beach-soccer et des compétitions handisport.
Les ligues professionnelles sont au nombre de deux dans le territoire, la Eredivisie (équivalent de notre première division) et la Eerste Divisie (deuxième division). La Fédération organise également la Coupe des Pays-Bas de football, la KNVB-Beker en néerlandais mais aussi les matches des ligues amateurs et les matches de l'équipe nationale.
Six districts régionaux (Noord, Oost, West I, West II, Zuid I et Zuid II) sont chargées plus spécifiquement de l'organisation des compétitions au niveau local chez les amateurs. 
- le district Nord (Noord) siégeant à Heerenveen
- le district Ouest I (West I) siégeant à Amsterdam
- le district Ouest II (West II) à Rotterdam
- le district Sud I (Zuid I) à Breda
- le district Sud II (Zuid II) à Nieuwstadt
- le district Est (Oost) à Deventer

Depuis août 2008, Michael van Praag, ancien arbitre, ancien président du club de l'AFC Ajax (jusqu'en 2003) et membre du comité de surveillance de la Eredivisie, devient président de la Fédération néerlandaise à la suite du décès de Jeu Sprengers le 6 avril 2008.

## Historique

### Les premières années

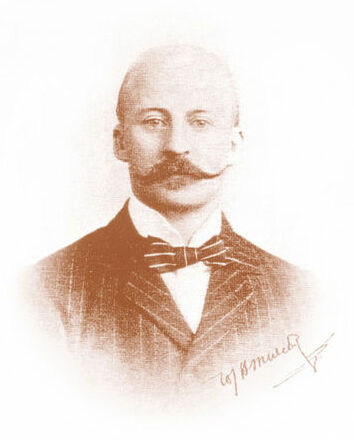
Pim Mulier, premier président de la KNVB.

L'association néerlandaise de football est fondée en 1889 sous le nom de Nederlandsche Voetbal en Athletische Bond (NVAB) dix ans après le premier match officiel joué sur le sol néerlandais (à Haarlem). Elle rassemble alors neuf clubs et son premier Président est Mulier Pim. Dix ans plus tard, le nom de la fédération change de nom, les athlètes décidant de fonder leur propre organisation. En 1895, la NAVB devient donc la NVB.
La sélection néerlandaise dispute son premier match contre la Belgique le 30 avril 1905 et l'emporte 4-1.
En 1929, et à l'occasion des 40 ans de l'association la Reine, Wilhelmine des Pays-Bas décide de l'honorer en offrant la particule Koninklijke (royale en néerlandais) au nom de la Fédération. De nouveau, la fédération change de nom et devient la Koninklijke Nederlandse Voetbalbond (KNVB). 
À cette époque, pourtant, et depuis le début du siècle, le sectarisme religieux fait que la Fédération n'organise pas un championnat unifié. Plusieurs associations organisent en effet leur propre compétition: l'association catholique de football (VCF devenu plus tard la CNVB), l'association protestante ou l'association sportive des travailleurs (la NASB) cohabitent mais sans confronter leurs équipes. En 1929, on dénombre ainsi 374 clubs et plus de 36 000 "membres" composant cette fédération qui n'en a pour l'instant que le nom. Ce n'est qu'en 1940, au moment de l'occupation allemande que tous ces associations ont été forcés de cohabiter. L'expérience a été positive pour chacune des parties qui décide de continuer à s'affronter dans une compétition unique après la libération du pays en 1945.

### Le passage au professionnalisme (1954)
En 1954, la fédération néerlandaise représentée par son Président Karel Lotsy affirme sa détermination à préserver son statut amateur. Elle refuse donc le statut professionnel à ses équipes et ses joueurs. Sur ordre de la fédération, un joueur qui part à l'étranger dans une équipe professionnelle (la France ou l'Italie sont alors des destinations privilégiées) ne peut plus prétendre jouer pour la sélection néerlandaise.
Pourtant, le 13 mars 1953, une équipe composée de joueurs néerlandais jouant à l'étranger dispute un match contre la France au Parc des Princes à Paris. Ils sont d'ailleurs présentés comme l'équipe des Néerlandais Pros par la presse française de l'époque. Ce match appelé Watersnoodwedstrijd aux Pays-Bas (car joué au profit des sinistrés d'une grave inondation aux Pays-Bas en février 1953) marque un tournant dans l'Histoire du football dans le pays puisqu'elle légitime l'intérêt du football professionnel dans le royaume. Alors qu'à la même époque, la sélection nationale néerlandaise perd 2-1 un autre match de charité contre le Danemark), cette sélection de professionnels l'emporte sur le même score contre l'équipe française menée par des joueurs du calibre de Kopa, Jonquet ou Marche. Le professionnalisme vient donc par cette performance d'affirmer sa supériorité face aux amateurs jouant au pays. Ce match « historique » instaure une véritable réflexion au sein des dirigeants du football du pays.
En janvier 1954, une association dissidente, la Nederlandse Bond Beroepsvoetbal (NBVB) est créée et organise sa propre ligue professionnelle. Face à cette menace, la KNVB doit reculer et demande la fusion avec la NBVB. Cette fusion est effective le 25 novembre 1954. Deux ans plus tard, en 1956, la Eredivisie dispute sa première édition.

### Une nation majeure du football européen de la fin duXXesiècle
La Fédération néerlandaise de football enregistre son millionième licencié en 1978.
Les Oranje disputent ainsi neuf phases finales de Coupe du monde et atteignent trois fois la finale de cette compétition : en 1974, en 1978 et en 2010. Mais la sélection néerlandaise a également eu ses succès avec notamment deux titres de Champion d'Europe des Espoirs en 2006 et 2007 et surtout une victoire à l'Euro 88.
En 2000, la KNVB a été chargé d'organiser le Championnat d'Europe de football 2000 avec la Fédération belge. Fort de cette collaboration plutôt réussie, les deux associations postulent de nouveau pour l'organisation de la Coupe du monde 2018 ou 2022. Amsterdam, Enschede, Eindhoven, Heerenveen et Rotterdam sont les cinq villes candidates pour les Pays-Bas (contre sept pour la Belgique).
La Fédération néerlandaise s'est doté d'un centre de médecine du sport labellisé FIFA (il en existe dix dans le monde) basé proche du siège à Zeist ou sont accueillis les joueurs internationaux blessés mais aussi les joueurs néerlandais ou étrangers qui évoluent dans le pays : c'est le Sportmedisch Centrum.
En 2010, la KNVB compte 1 200 000 licenciés (dont 112 000 femmes ou jeunes filles) ce qui en fait la fédération sportive la plus importante du pays. Il y a à cette date 3369 clubs de football dans le pays. Le nombre de licenciés augmente depuis six ans alors que le nombre de clubs stagne.

## Liste des présidents de la KNVB

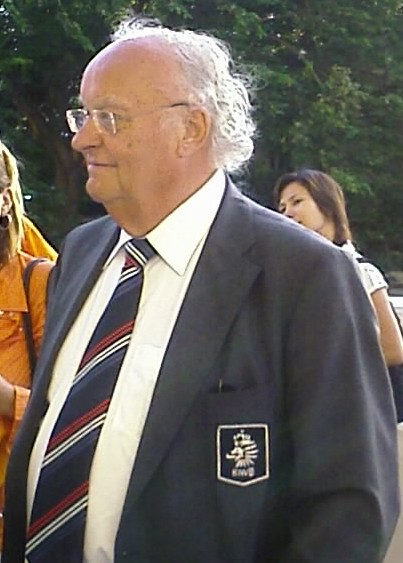
Jeu Sprengers, président de la KNVB de 1993 à 1998 puis de 2000 à 2008.

- Pim Mulier (de 1889 à 1897)
- Jasper Warner (de 1897 à 1919)
- J.W. Kips (de 1919 à 1930)
- D.J. van Prooye (de 1930 à 1941)
- Karel Lotsy (de 1942 à 1953)
- H.F. Hopster (de 1953 à 1957)
- A.L.M. Schröder (de 1957 à 1966)
- Wim Meuleman (de 1966 à 1980)
- Jo van Marle (de 1981 à 1993)
- Jeu Sprengers (de 1993 à 1998)
- Henk Kesler (de 1998 à 2000)
- Jeu Sprengers (de 2000 à 2008)
- Michael van Praag (depuis 2008)